# Arbeits- und Sozialgerichtsbarkeit (Österreich)
Die Arbeits- und Sozialgerichtsbarkeit in Österreich ist eine besondere Handlungsform der ordentlichen Gerichtsbarkeit in Österreich, die im Arbeits- und Sozialgerichtsgesetz geregelt ist.

## Organisatorisches
Die Arbeits- und Sozialgerichtsbarkeit wird in erster Instanz von den Landesgerichten (die Gerichtsbezeichnung lautet Landesgericht ... als Arbeits- und Sozialgericht) ausgeübt. Nur in Wien besteht ein eigenständiges Gericht, das Arbeits- und Sozialgericht Wien. In zweiter Instanz wird die Arbeits- und Sozialgerichtsbarkeit von den Oberlandesgerichten, in dritter Instanz vom Obersten Gerichtshof ausgeübt.
Besonderheit der Arbeits- und Sozialgerichtsbarkeit ist, dass an den Verfahren neben den Berufsrichtern auch fachkundige Laienrichter aus dem Kreis der Arbeitnehmer- und Arbeitgebervertreter an der Rechtsprechung mitwirken. In erster Instanz besteht keine Anwalts- oder Vertretungspflicht, in zweiter Instanz vor einem OLG können sich die Parteien nicht nur durch Rechtsanwälte, sondern auch durch qualifizierte Vertreter wie etwa Rechtsschutzsekretäre von kollektivvertragsfähigen Körperschaften, wie der Arbeiterkammer, dem ÖGB oder der Wirtschaftskammer vertreten lassen. Lediglich in der dritten und letzten Instanz vor dem OGH herrscht absolute Anwaltspflicht.
Das Arbeits- und Sozialgerichtsgesetz kennt zwei Unterformen der Arbeits- und Sozialgerichtsbarkeit: die Gerichtsbarkeit in Arbeitsrechtssachen und die Gerichtsbarkeit in Sozialrechtssachen.

## Arbeitsrechtssachen
Nach § 50 Abs. 1 Z 1 ASGG sind vor den Arbeits- und Sozialgerichten alle bürgerlich-rechtlichen Rechtsstreitigkeiten zwischen Arbeitgebern und Arbeitnehmern auszutragen, die Ansprüche aus dem Arbeitsverhältnis zum Gegenstand haben. Die weiteren Ziffern des § 50 Abs. 1 weisen den Arbeits- und Sozialgerichten die Entscheidung über andere bürgerlich-rechtliche Ansprüche im Zusammenhang mit dem Arbeitsverhältnis, wie Streitigkeiten unter Kollegen, zu.
Nach § 50 Abs. 2 ASGG sind die Arbeits- und Sozialgerichte auch zur Entscheidung über bestimmte betriebsverfassungsrechtliche Streitigkeiten zuständig.

## Sozialrechtssachen
Nach § 65 ASGG entscheiden die Arbeits- und Sozialgerichte über bestimmte Ansprüche auf Sozialversicherungsleistungen wie die meisten Leistungssachen nach dem ASVG. Hierbei greift das Prinzip der sukzessiven Kompetenz: Über den Anspruch auf eine Sozialversicherungsleistung entscheidet in der Regel zuerst der zuständige Sozialversicherungsträger auf Antrag durch Bescheid (Leistungsbescheid). Wenn der betroffene Versicherte mit dem Leistungsbescheid nicht einverstanden ist, hat er das Recht, binnen einer bestimmten Frist (§ 67 ASGG) den jeweiligen Anspruch durch Klage gegen den Versicherungsträger geltend zu machen. Durch die Einbringung der Klage tritt der Bescheid gemäß § 71 ASGG kraft Gesetzes außer Kraft. Dies hat zur Folge, dass das Gericht neu über den strittigen Anspruch entscheidet.
Das System der sukzessiven Kompetenz wurde gewählt, da nach Art. 94 B-VG in der bis zum 31. Dezember 2013 geltenden Fassung ein Rechtszug von einer Verwaltungsbehörde an ein Gericht unzulässig war. Die vom Gesetzgeber gewählte Konstruktion blieb vom Verfassungsgerichtshof unbeanstandet; er hat mit Hinweis auf die Möglichkeit einer Klage vor den Arbeits- und Sozialgerichten ausgesprochen, dass die Leistungsbescheide nicht vor den Gerichtshöfen des öffentlichen Rechts anfechtbar sind. Nach der Verwaltungsgerichtsbarkeits-Novelle 2012 können die Gesetze seit 1. Jänner 2014 für einzelne Angelegenheiten einen Instanzenzug von Verwaltungsbehörden zu den ordentlichen Gerichten zulassen.